# Mitchell Sharp
Mitchell William Sharp, PC, CC (* 11. Mai 1911 in Winnipeg, Manitoba; † 19. März 2004 in Ottawa, Ontario) war ein kanadischer Politiker.

## Biografie
Sharp begann seine politische Laufbahn zu Beginn der 1960er Jahre als Lester Pearson ihn zur Teilnahme in seinem Wahlkampfteam der Liberalen Partei Kanadas bat. Bei der Wahl vom 8. April 1963 wurde er als Vertreter des Wahlkreises Toronto-Eglinton zum Abgeordneten des Unterhauses gewählt, dem er bis 1978 angehörte.
Nach dem Wahlsieg der Liberalen Partei berief ihn Premierminister Pearson am 22. April 1963 als Bundesminister für Gewerbe und Handel in die Regierung. Dieses Amt hatte er bis 1966 inne. Zwischen 1965 und 1968 war er außerdem Bundesfinanzminister. Unter dem Nachfolger Pearsons als Premierminister, Pierre Trudeau, war er schließlich von April 1968 bis Juli 1974 Bundesminister für Auswärtige Angelegenheiten. In seiner Amtszeit als Außenminister kam es zu einer Reihe von Veränderungen in der Außenpolitik: die Beziehungen zur Volksrepublik China wurden ausgebaut, die Beziehungen zu den USA wurden neu gestaltet, die militärischen Zusagen zur NATO wurden halbiert sowie neue Dialoge mit Europa und Japan begonnen.
1974 verließ er die Bundespolitik und wurde stattdessen Kommissionär der Northern Pipeline Agency. Daneben war er zwischen 1976 und 1986 Stellvertretender Vorsitzender der Trilateralen Kommission (TK), einer Gesellschaft mit über 300 Mitgliedern aus Europa, Nordamerika und Japan mit dem Ziel, die Zusammenarbeit dieser Regionen zu verbessern. Außerdem wurde er 1984 Stellvertretender Vorsitzender einer Task Force zu Interessenkonflikten, die einen Bericht zum ethischen Verhalten im öffentlichen Dienst veröffentlichte.
1993 wurde er im Alter von 82 Persönlicher Berater von Premierminister Jean Chrétien im Rahmen eines symbolischen 1-Dollar-Jahresgehalt-Vertrages und blieb dessen Berater bis zum Ende von Chrétiens Amtszeit am 11. Dezember 2003.
Für seine Verdienste wurde er mit dem Order of Canada ausgezeichnet.